# BE Junior Circuit 2022
Der BE Junior Circuit 2022 (Abkürzung für Badminton Europe Junior Circuit 2022) war die 22. Auflage des BE Junior Circuits im Badminton.

## Turniere
| Turnier                            | Datum .                             |
| ---------------------------------- | ----------------------------------- |
| Swedish Juniors                    | 28.–30. Januar 2022 (abgesagt)      |
| Malta Juniors                      | 3.–6. Februar 2022 (abgesagt)       |
| Hungarian Juniors                  | 10.–13. Februar 2022                |
| Italian Juniors                    | 25.–27. Februar 2022 (abgesagt)     |
| Dutch Juniors                      | 2.–6. März 2022 (abgesagt)          |
| German Juniors                     | 9.–13. März 2022 (abgesagt)         |
| Israel Juniors                     | 24.–26. März 2022                   |
| Ukraine Juniors                    | 31.–3. April 2022 (abgesagt)        |
| Alpes International U19            | 7.–10. April 2022                   |
| Cyprus Juniors                     | 15.–17. April 2022                  |
| Stockholm Juniors                  | 29.–1. Mai 2022                     |
| 3 Borders International            | 13.–15. Mai 2022                    |
| Spanish Juniors                    | 27.–9. Mai 2022 (neuer Termin)      |
| Danish Junior Cup                  | 3.–5. Juni 2022                     |
| Croatian Juniors                   | 16.–19. Juni 2022                   |
| Bulgarian Junior Open              | 23.–26. Juni 2022                   |
| St. Petersburg Junior White Nights | 30.–3. Juli 2022 (abgesagt)         |
| Faroe Games Juniors                | 1.–3. Juli 2022                     |
| Bulgarian Juniors                  | 11.–13. Juli 2022                   |
| Turkey Juniors                     | 21.–24. Juli 2022 (neuer Termin)    |
| Spanish Junior Open                | 12.–13. August (neuer Termin)       |
| Irish Juniors                      | 2.–4. September 2022                |
| Polish Junior Open                 | 8.–11. September 2022               |
| Slovenian Juniors                  | 16.–18. September 2022              |
| Belgian Juniors                    | 23.–25. September 2022              |
| German Ruhr U19 International      | 10.–14. Oktober 2022 (neuer Termin) |
| Denmark Juniors                    | 20.–23. Oktober 2022                |
| Finnish Juniors                    | 28.–30. Oktober 2022                |
| Lithuanian Juniors                 | 4.–6. November 2022                 |
| Latvia Juniors                     | 10.–13. November 2022               |
| Czech Juniors                      | 18.–20. November 2022               |
| Slovak Juniors                     | 25.–27. November 2022               |
| Portuguese Juniors                 | 2.–4. Dezember 2022                 |
| Estonian Juniors                   | 9.–11. Dezember 2022                |
| Polish Juniors                     | 15.–18. Dezember 2022               |